# Смикув (гміна Смикув)
Смикув (пол. Smyków) — село в Польщі, у гміні Смикув Конецького повіту Свентокшиського воєводства.
Населення — 411 осіб (2011).
У 1975-1998 роках село належало до Келецького воєводства.

## Демографія
Демографічна структура на день 31 березня 2011 року:
|          | Загалом | Допрацездатний вік | Працездатний вік | Постпрацездатний вік |
| -------- | ------- | ------------------ | ---------------- | -------------------- |
| Чоловіки | 208     | 54                 | 138              | 16                   |
| Жінки    | 203     | 54                 | 118              | 31                   |
| Разом    | 411     | 108                | 256              | 47                   |